# Jezioro Południowoaralskie
Jezioro Południowoaralskie – jezioro endoreiczne w Kazachstanie oraz Uzbekistanie. Południowa część byłego Jeziora Aralskiego, które podzieliło się na dwie części w wyniku przekierowania odpływu rzeki na potrzeby rolnictwa. Powstało w 1987 roku. W 2003 roku Jezioro Południowoaralskie podzieliło się na baseny wschodni i zachodni, Morze Wschodnie i Zachodnie, połączone wąskim kanałem (dno kanału na głębokości 29 m), który równoważył poziomy powierzchni, ale nie uniemożliwiał przepływu. W 2005 roku Jezioro Północnoaralskie zostało spiętrzone, aby zapobiec załamaniu się jego łowisk, odcinając jedyny pozostały dopływ do jezior południowych. W 2008 roku Morze Wschodnie ponownie rozdzieliło się, a w maju 2009 roku prawie całkowicie wyschło, pozostawiając jedynie małe stałe jezioro Barsakelmes pomiędzy Morzem Północnym i Zachodnim, jednocześnie powiększając obszar pustyni Aral-kum. W 2010 roku zostało ponownie częściowo wypełnione wodą z roztopów, a w 2014 ponownie całkowicie wyschło. Zachodnie Morze Aralskie jest częściowo uzupełniane przez wody gruntowe, dzięki czemu prawdopodobnie obecnie nie wysycha całkowicie.

## Zanik Morza Aralskiego
Morze Aralskie zaczęło się kurczyć w latach 60. XX wieku, kiedy Związek Radziecki zdecydował, że dwie zasilające je rzeki, Amu-daria i Syr-daria, zostaną zmienione w celu nawadniania upraw bawełny i żywności w Kazachstanie i Uzbekistanie. W 1987 roku, w wyniku przyspieszonej utraty wody, Morze Aralskie zostało podzielone na część północną i południową.

## Zasolenie
W 2007 roku basen zachodni miał zasolenie 70 g/l, a basen wschodni 100 g/l. Gdy poziom wody opada poniżej kanału łączącego (29 m), następuje dalsza rozbieżność zasolenia. W obecnych warunkach wschodni basen w latach mokrych może zasilać rzeka Amu-daria o zmiennym zasoleniu. Zalany wówczas może być obszar nawet do 4 500 km², co wyklucza jakąkolwiek działalność rolniczą. Basen zachodni staje się coraz bardziej zasolony. Skierowanie wody z Amu-darii bezpośrednio do zachodniego basenu mogłoby obniżyć zasolenie na tyle, aby umożliwić wznowienie lokalnych połowów. To doprowadziłoby do wysuszenia basenu wschodniego oraz uniknięcie problemów związanych z powodziami.

## Obecna sytuacja
Szacuje się, że zachodni basen ustabilizuje się na powierzchni 2700–3500 km², średniej głębokości 14–15 m i maksymalnej głębokości 37–40 m. Morze Wschodnie całkowicie wyschło latem 2009 roku, z wyjątkiem małego stałego jeziora Barsakelmes, ale otrzymało trochę wody z topniejącego śniegu wiosną 2010 roku. Przewidywane jest, że będzie ono naprzemiennie całkowicie wysychało, a później będzie napełniało się częściowo z rozlewiska rzeki Amu-daria. Tama Kökarał, przy Jeziorze Północnoaralskim, może zmniejszyć częstość występowania rozlewiska na terenie wschodnim.
W 2015 roku basen zachodni zaczął się rozdzielać na dwie części, ponieważ kanał łączący środkową część morza i niewielką część północno-wschodnią stawał się coraz cieńszy (zdjęcie z 2014 roku). Od 2018 roku baseny rozdzieliły się całkowicie.